# Carlton Dawe
Pour les articles homonymes, voir Dawe.
Carlton Dawe, né le 30 juillet 1865 à Adélaïde, en Australie, et mort le 30 mai 1935 à Londres, est un poète, dramaturge et auteur australien de littérature populaire. Ses premiers recueils de poésie et son premier roman sont signés William Dawe.

## Biographie
Né à Adélaïde, il a quinze ans quand ses parents déménagent à Melbourne.  Dès sa jeune vingtaine, il se prend d’une réelle passion pour les voyages. En 1892, il quitte l’Australie pour s’installer définitivement en Angleterre.
Sa carrière littéraire s’amorce à la fin du XIXe siècle par la parution de deux recueils de poésie et d’un roman psychologique, signés William Dace, qui reçoivent de modestes échos dans la presse comme dans le public. En 1890,  la parution d’un roman d’aventures ayant pour cadre les mines d’or australiennes, The Golden Lake; or The Marvellous History of a Journey Throught the Great Lone Land of Australia, rencontre un réel succès et détermine son orientation vers le roman populaire.  L’Australie demeure le cadre de plusieurs de ses premiers comme de ses tout derniers romans. Il en publiera plus de soixante-dix jusqu'en 1937, donnant, outre ses récits d'aventures, quelques romans d'amour où des liens se nouent entre une asiatique et un européen. En dépit de leur genre populaire, certains de ses textes n'hésitent pas à discuter de problèmes de société, présentant notamment des débats nuancés sur les questions du racisme et de l'antisémitisme.
Dans les années 1930, il se consacre presque exclusivement aux romans policier et d’espionnage.  Pendant cette période, une douzaine de titres sont consacrés aux exploits du jeune colonel Gantian, surnommé Leathermouth, un policier de Scotland Yard, doublé d’un agent secret de la Couronne britannique, qui est maintes fois assisté dans son travail par son collaborateur Albert Floyd. Plusieurs des aventures du colonel sont des thillers anglais, mâtinés d’espionnage, et quelques-uns des whodunits classiques. La série fait aussi une place non négligeable à l’orientalisme alors en vogue. C’est pourquoi Leathermouth est souvent chargé d’affaires criminelles ou de missions ayant des ramifications en Asie. Dans The Sign of the Glove (1932), alors qu’il vient tout juste de se marier, il accepte de démêler l’énigme entourant la mort suspecte d’un ancien gouverneur de Bombay. Dans The Missing Treaty (1934), il doit retrouver un traité perdu concernant une filière russe établie à Londres. Dans A Royal Alliance (1935), il se retrouve à la cour orientale fictive d’Istania pour désamorcer un complot politique et déjoue à deux reprises des attentats visant la personne du roi.
Ses deux romans dont il a donné des versions pour la scène ont été elles-mêmes adaptées au cinéma de l'époque du muet.

## Œuvre

### Romans

#### SérieColonel Gantian (The Leathermouth)
- Leathermouth (1931)
- Fifteen Keys (1932)
- The Sign of the Glove (1932)
- The Man of Many Faces (1932)
- The Law of the Knife (1934)
- Leathermouth's Luck (1934)
- The Missing Treaty (1934)
- Waste Lands (1935)
- A Royal Alliance (1935)
- The Green Killer (1936)
- Tough Company: a Leathermouth Novel (1936)
- Live Cartridge (1937)
- Crumpled Lilies (1933)

### Autres romans
- Zantha (1886) , signé William Dawe
- The Golden Lake; or The Marvellous History of a Journey Throught the Great Lone Land of Australia (1890)
- Mount Desolation: an Australian Romance (1892)
- The Emu's Head: a Chronicle of Dead Man’s Flat (1893)
- The History of Godfrey Kinge (1893)
- The Pilgrims: a Bit of Cornwall in Australia (1894)
- The Confessions of a Currency Girl (1894)
- Captain Castle: a Tale of the China Seas (1897)
- A Bride of Japan" (1898)
- The Voyage of the "Pulo Way: a Record of Some Strange Doings at Sea" (1898)
- The Mandarin (1899)
- The Yellow Man (1900)
- Claudia Pole (1901)
- Straws in the Wind: a Novel (1901)
- The Demagogue (1902)
- The London Plot (1903)
- The Prime Minister and Mrs. Grantham (1903)
- Lammas Grove (1904)
- The Grand Duke (1905)
- A Morganatic Marriage (1906)
- The Life Perilous: a Tale of the Spanish Inquisition (1907)
- Her Highness's Secretary: a Romance (1907)
- The Plotters of Peking (1907)
- The Confessions of Cleodora (1908)
- One Fair Enemy (1908)
- The Woman, the Man, and the Monster (1909)
- The New Andromeda (1909)
- A Saint in Mufti: a Novel (1910)
- The Black Spider (1911)
- Eternel Glory: a Novel (1912)
- The Shadow of Evil (1913)
- The Crackswoman (1914)
- The Girl from Nippon (1915)
- The Super-Barbarians (1915)
- The Redemption of Grace Milroy (1916)
- The Woman with the Yellow Eyes (1917)
- The Admiralty's Secret (1918)
- The Mighty Arm (1919)
- A Brush with Fate (1920)
- A Tangled Marriage (1921)
- Euryale in London: a Romance of the Past and the Present (1922)
- Stranger Than Fiction (1923)
- Virginia (1923)
- Desperate Love (1924)
- The Temptation of Selma (1924)
- The Way of a Maid (1925)
- Love, the Conqueror (1925)
- The Forbidden Shrine (1926)
- The Glare (1926)
- The Knightsbridge Affair (1927)
- Slings and Arrows (1927)
- After Many Days (1928)
- Pacific Blue (1928)
- The Desirable Woman (1929)
- The Winding Road (1929)
- The Missing Clue (1930) Publié en français sous le titre La Fêlure, Paris, Librairie des Champs-Élysées, coll. « Le Masque » no 365, 1949
- Fishers of Men (1930)
- Wanted ! (1931)
- Lawless (1932)
- The Chief (1933)
- A Strange Destiny (1937)

### Recueils de nouvelles
- Yellow and White (1895)
- Kakemonos: Tales of the Far East (1897)

### Poésie
- Sydonia, and Others Poems (1885), signée William Dawe
- Love and the World, And Other Poems (1886), signé William Dawe
- Sketches in Verse (1889)
- Rose and Chrysanthemum (1900)

### Théâtre
- The Black Spider (1912), version dramatique du roman homonyme
- The Shadow of Evil (1914), version dramatique du roman homonyme

## Sources
- Jacques Baudou et Jean-Jacques Schleret, Le Vrai Visage du Masque, vol. 1, Paris, Futuropolis, 1984, 476 p. (OCLC 311506692), p. 155.